# Elizaveta Tchaïkina
Elizaveta Ivanovna Tchaikina (russo: Елизавета Ивановна Чайкина),(Raïon de Peno, 28 de agosto de 1918 - Peno, 23 de novembro de 1941), era a secretária do komsomol clandestino em Peno, oblast de Kalinin, partidária soviética e recebedora do título póstumo de Heroína da União Soviética em 1942.

## Biografia
Nascida na aldeia de Rouna no governo de Tver, ela ingressou no Partido Comunista da União Soviética em 1939. Foi então eleita secretária do comitê distrital de Peno. Ela estava encarregada da juventude e montou operações de guerrilha contra as tropas alemãs na região de Velikié Louki e Tver.
Em 22 de novembro de 1941, durante uma visita a uma de suas amigas, a oficial Maroussia Kouporova, ela foi denunciada e capturada pelos alemães. Torturada, ela se recusou a dar informações sobre operações guerrilheiras e foi executada em 23 de novembro de 1941. Foi sepultada na praça de sua aldeia natal.
Em 6 de março de 1942 foi condecorada postumamente com o título de Herói da União Soviética e a Ordem de Lênin.
Um de seus amigos de infância, Nikolai Belyayev, membro do 756.º regimento que foi o primeiro a entrar no Reichstag, escreveu seu nome em uma das paredes do prédio, como uma homenagem.